# 西斯拉夫语支
西斯拉夫语支属印欧语系斯拉夫语族，为中歐斯拉夫民族中西斯拉夫人采用的语言。西斯拉夫语支下再分为三个分支，包括捷克-斯洛伐克分支、萊赫語分支和索布诸语言。
捷克-斯洛伐克分支包括捷克语、斯洛伐克语和一种在乌克兰伏伊伏丁那的卢森尼亚方言（潘诺尼亚卢森尼亚语，Pannonian Rusyn）。列克提克语分支包括波兰的波兰语、西里西亚语（或称上西里西亚语）和卡舒比语。索布诸语言包括德国的上索布语和下索布语。

## 分支
西斯拉夫语支
- 索布语
  - 上索布语 (hsb)
  - 下索布语 (dsb)
- 萊赫語
  - 波兰语 (pol)
  - 波美拉尼亚语
    - 卡舒比语 (csb)
    - 斯洛温语（已消亡）

  - 西里西亚语 (szl)
  - 波拉布语（已消亡）(pox)
- 捷克-斯洛伐克亚语支
  - 捷克语 (ces)
  - 斯洛伐克语 (slk)
    - 潘诺尼亚卢森尼亚语 (rsk)

  - 克南语（英语：Knaanic language） （犹太斯拉夫语）（已消亡） (czk)